# Ігор Цішкевич
Ігор Цішкевич (нар. 17 лютого 1948, США) — український кіноактор американського походження.

## Фільмографія
| Рік  |   | Українська назва               | Оригінальна назва     | Роль               |
| ---- | - | ------------------------------ | --------------------- | ------------------ |
| 2023 | ф | Егрегор                        | Егрегор               | '                  |
| 2021 | ф | Я працюю на цвинтарі           | Я працюю на цвинтарі  | Суворов            |
| 2019 | ф | Гуцулка Ксеня                  |                       | Майк               |
| 2019 | ф | Холодна кров                   | Cold Blood            | Дейвіс             |
| 2018 | ф | Місто, у якому не ходять гроші |                       | міський голова     |
| 2015 | ф | Незламна                       | Незламна              | Журналіст-емігрант |
| 2015 | ф | Дякуємо за бомбардування       | Thank You for Bombing | Буч                |
| 2015 | ф | Розкоп                         | Раскоп                | епізодична роль    |
| 2004 | ф | Евіленко                       | Evilenko              | Новіков            |

### Музичні відео
- Point - "Who breaks the silence" (2009)
- DJ Shadow - "Nobody Speak" feat. Run The Jewels (2016)